# الهندوان الأسفل (أرحب)

تعديل مصدري - تعديل

الهندوان الأسفل هي إحدى قرى عزلة الزبيرات بمديرية أرحب التابعة لمحافظة صنعاء، بلغ تعداد سكانها 186 نسمة حسب تعداد اليمن لعام 2004.